# Lambafell (berg i Island, Austurland, lat 64,88, long -14,14)
Lambafell är ett berg i republiken Island. Det ligger i regionen Austurland, 400 km öster om huvudstaden Reykjavík. 
Runt Lambafell är det mycket glesbefolkat, med 2 invånare per kvadratkilometer. Närmaste större samhälle är Reyðarfjörður, omkring 16 kilometer norr om Lambafell. Trakten runt Lambafell består i huvudsak av gräsmarker.